# Dervla Murphy

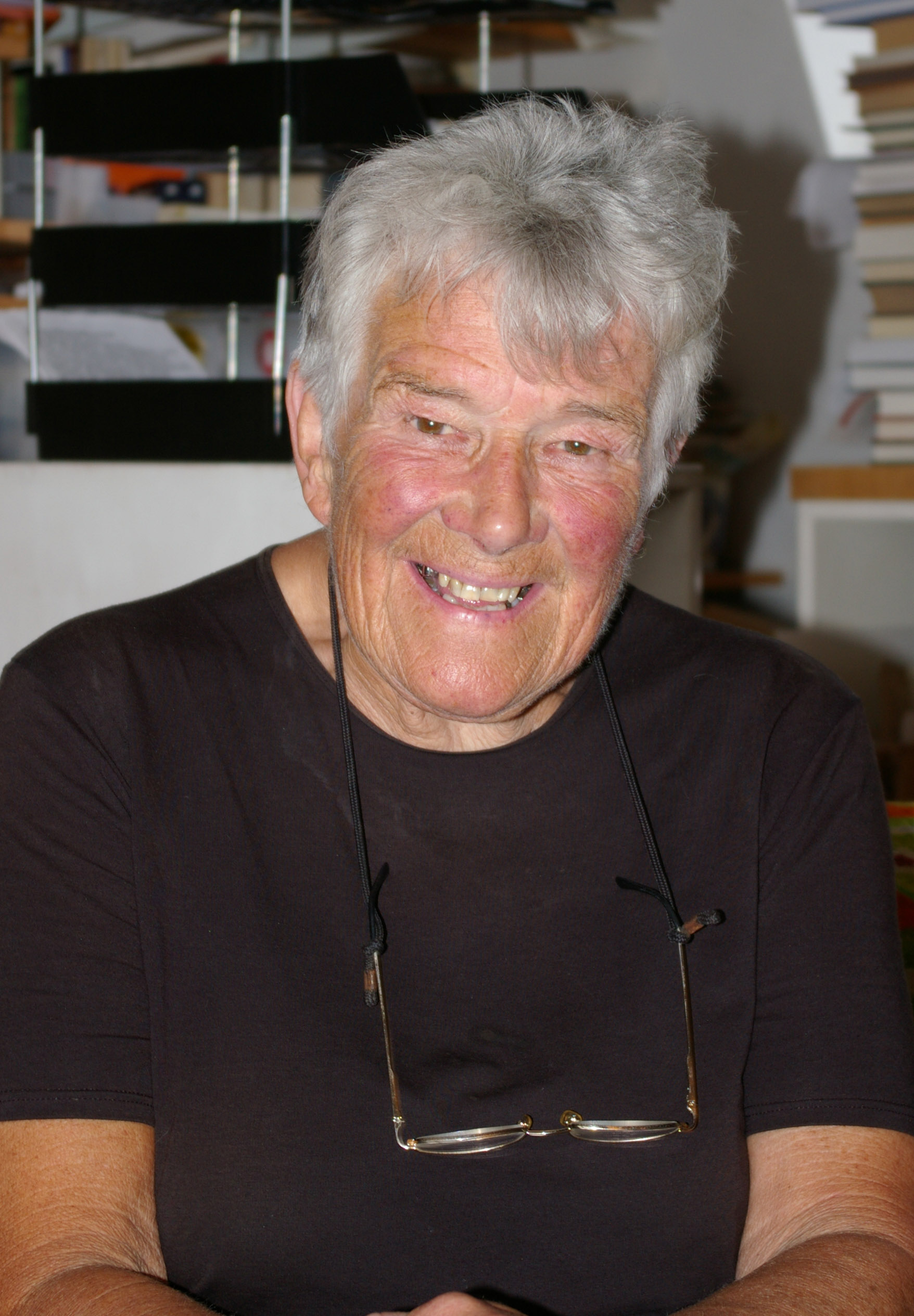
Dervla Murphy

Dervla Murphy (Lismore, 28 november 1931 – aldaar, 22 mei 2022) was een Iers schrijfster van reisverhalen. Zij maakte reizen over de hele wereld, en schreef daar een groot aantal boeken over.
Zij bereidde haar reizen nauwgezet voor. Zij gaf samenvattingen van hetgeen in de literatuur over bepaalde gebieden te vinden is. Zij drong telkens diep in de binnenlanden door van de gebieden waar zij – te voet of met de fiets – doorheen reisde, en voerde gesprekken met “hoog en laag”. 
Door de weergave daarvan gaf zij een goed beeld van de omstandigheden waarin mensen leven, van hun opvattingen, en van de oorzaken ten gevolge waarvan vooruitgang stagneert. Zij schreef ook een boek over rassenbetrekkingen in Engeland. Er is onder haar naam veel informatie op internet te vinden.
In het Nederlandse taalgebied is zij weinig bekend. Er is slechts één boek van haar vertaald: Eight feet in the Andes, (Voetsporen in de Andes), vertaald door Han Visserman en verschenen bij uitgeverij Veen.
Murphy overleed thuis op 90-jarige leeftijd.